# 織江珠生
織江珠生（7月29日—），日本女性配音員。出身於山口縣。

## 人物簡介
81 Produce所屬（2016年4月1日加入）。明治大學文學院畢業。第9屆聲優Award新人徵選出道。
擅長方言：山口方言。興趣、特長：逛水族館、讀世界史。

## 演出作品

### 電視動畫
2016年
- 夢幻之星Online2 THE ANIMATION（學生）
- 偶像活動Stars！（2016～2018，壽美子）

2017年
- 小貓奇奇 毛絨絨大冒險（女將）
- 小魔女學園（學生、觀眾）

2018年
- 小松先生（主婦）
- 殺戮的天使（錄音機的聲音）
- 小貓奇奇 毛絨絨大旅行（少女的母親、鴿子B）
- 天空與海洋之間（阿姨）

2019年
- 盾之勇者成名錄（槍使）
- 彼方的阿斯特拉（通訊記者）
- MIX（銅管樂隊女子1）

2020年
- 掠奪者（成宮杏華、街上的人、小孩、客）
- SHOW BY ROCK!! 活力棉花糖!!（阿姨）
- 22/7（妮可露的叔母）

### 電影動畫
2017年
- KING OF PRISM -PRIDE the HERO-（歡呼聲）

### 網路動畫
2017年
- 尋找身體（三神遙[3]）

2018年

### 遊戲
2016年
- 逆轉奧賽羅尼亞（背信的女神塔洛馬蒂）
- （克洛耶、伊弗利特 等）
- 新約Arcana Slayer（森林守護者基巴、絕對零度劍士蕾娜）
- 星海遊俠：回憶（日语：スターオーシャン:アナムネシス）（安吉利卡、卡塔莉娜）

2017年
- 榮耀戰魂（CGI預告片旁白[4]）
- School of Talent（明智薊）
- Grand Summoners（菲爾德）
- 再見吧武器（朝日）

2018年
- Firewall Zero Hour（女性嚮導）
- 曉之Epica -Union Brave-（白鳥之舞奧莉維亞）

### 廣播劇CD
2016年
- 81唱片第2彈 81 Produce 35週年企劃「長屋王殘照記」（采女）

2019年
- THE IDOLM@STER MILLION THE@TER GENERATION 17 STAR ELEMENTS（日语：THE IDOLM@STER MILLION THE@TER GENERATION#17 STAR ELEMENTS）（捧場人士A、講師）

### 外語配音

#### 電影、電視影集
| 作品年份 | 作品名稱                 | 配演角色      | 演員        | 媒介             |
| -------- | ------------------------ | ------------- | ----------- | ---------------- |
| 2013     | 風中的女王               | 艾蜜莉·諾克斯 | 克萊兒·漢特 | NHK BS Premium版 |
| 2015     | 房間                     | 卓拉          | －          | 劇院公映版本     |
| 2016     | 終極蜘蛛人大戰邪惡六人組 | －            | －          | 東京電視台版     |
| 2017     | 請以你的名字呼喚我       | 女子4         | －          | 劇院公映版本     |
| 2019     | 小飛象                   | 車站母親      | －          | 劇院公映版本     |

#### 動畫
- 湯瑪士小火車（艾拉、中國迪賽爾機關車、吉納、孤兒）

### 電視節目
NHK
- 10 （聲音出演）
- 老師沒教的事（日语：ためしてガッテン）（猜謎聲音）
- 直播月刊今天的料理（旁白）

TBS電視網
- TBS
  - 西村京太郎懸疑 新·十津川警部系列（日语：十津川警部シリーズ (内藤剛志)）「伊豆·下田殺人」（車站廣播）
  - 日立 發現世界不可思議的地方！（日语：日立 世界・ふしぎ発見!）（聲音出演）

- BS-TBS
  - NIPPON！歷史鑑定（日语：にっぽん!歴史鑑定）（聲音出演）

其它電視台
- 番宣（釣魚電視（日语：釣りビジョン），旁白）
- FRESH夏祭隊2016（AT-X）

## 腳註

## 外部連結
- 81 Produce公式官網的聲優簡介 （页面存档备份，存于） （日語）
- 織江珠生的X（前Twitter） （日語）